# Мальзерб, Кретьен Гийом де Ламуаньон де
Кретье́н Гийо́м де Ламуаньо́н де Мальзе́рб (фр. Chrétien Guillaume de Lamoignon de Malesherbes; родился 6 декабря 1721 года, Париж, Франция — казнён 22 апреля 1794 года, там же, Франция) — французский государственный деятель, один из трёх адвокатов на суде над Людовиком XVI. Жертва якобинского террора. Прадед Алексиса де Токвиля.

## Биография
Кретьен-Гийом приходился сыном Гийому де Ламуаньон де Бланменилю, французскому государственному деятелю, занимавшему в 1750—1768 годах должность канцлера.
Учился в иезуитской коллегии Парижа, был советником парламента, позднее стал, как некогда и его отец, председателем Парижского суда помощи (фр. La cour des aides de Paris). Наследовав лучшие традиции судебного сословия, Мальзерб отличался замечательным прямодушием, любовью к справедливости и гуманностью: в качестве председательствующего в столичном суде помощи он резко обрушился на злоупотребления при взимании налогов и на безумные издержки двора, энергично указывая Людовику XV на бедственное положение Франции и предлагая восстановление Нантского эдикта, отмену пыток и lettres de cachet.
Назначенный главным директором книжной торговли, Кретьен много содействовал успехам распространения философии XVIII века во Франции. Именно при нём появилась знаменитая «Энциклопедия»; он открыто высказывался за свободу печати и боролся с цензурой. Во время борьбы короля со столичным парламентом Мальзерб выступил в защиту последнего и потребовал созыва генеральных штатов, защищая этим «дело народа, через которого и для которого царствует король». 6 апреля 1771 года Людовик XV, по настоянию канцлера Р. де Мопу, отстранил Мальзерба от дел, распустив протестовавший в его лице Парижский суд помощи.
В 1774 году, уже при Людовике XVI, Мальзерба, занимавшего должность министра королевского двора, вновь назначили руководителем восстановленного столичного суда помощи. Разделяя взгляды и проекты Тюрго, Кретьен-Гийом мечтал о коренных реформах государственного управления, уничтожил lettres de cachet, освободил массу невинно заключённых. Тем не менее, планы обоих министров разбились о реакцию, и 12 мая 1776 года Мальзерб совместно с Тюрго вышел в отставку. В 1787 году Кретьен вторично был приглашён занять министерский пост в качестве хранителя государственной печати. Впрочем, в своём кресле он продержался только до следующего года, после чего окончательно удалился из Парижа в изгнание.
С момента созыва Генеральных штатов он следил за положением короля, тайно переписывался с ним и смело вызвался защищать Людовика XVI перед Конвентом (в паре с Троншэ и де Сезом), написав Бареру, председателю Конвента, письмо, где открыто выразил свою преданность королю. Смертный приговор королю Мальзерб встретил рыданиями.
Вскоре он и сам был обвинён в заговоре против Республики: в декабре 1793 года Кретьен-Гийом, вместе с дочерью, зятем и внуками, был арестован и помещён в тюрьму Пор-Либр (фр. Port-Libre). Мальзерб отказался от защитника, и в ночь с 22 на 23 апреля 1794 года спокойно взошёл на эшафот, вместе с дочерью и зятем.

## Сочинения
Мальзерб написал много сочинений по политике, земледелию, ботанике. Главные из них:
- «Deux mémoires sur le mariage des protestants» (1787),
- «Lettres sur la révocation de l’édit de Nantes» (1788),
- «Mémoire pour Louis XVI» (1794),
- «Mémoire sur la librairie et la liberté de la presse» (1809).

## Память
В честь него названы: Бульвар Мальзерб в VIII округе Парижа (фр.) и одноимённая станция на линии 3 Парижского метрополитена.